# جیمز وست

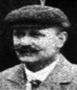
جیمز وست

جیمز وست (به انگلیسی: James West) دومین سرپرست تمام وقت ( از سال ۱۹۰۰-۱۹۰۳) باشگاه فوتبال نیوتون هیث بود.البته این عنوان همان سرمربی امروزی است.در آن زمان استفاده از نام سرمربی رایج نبوده‌است.